# Глубоковский, Борис Александрович
Борис Александрович Глубоковский (псевдонимы Борис Веев, Цвибельфиш; 1894, Москва — 9 апреля 1935, там же) — актёр московского Камерного театра, журналист, прозаик, драматург, режиссёр; заключённый СЛОН (1925—1932), руководил лагерным театром.

## Биография
Родился в Москве в 1894 году. Окончил юридический факультет Московского университета и, по воспоминаниям Б. Ширяева, начал блестящую карьеру юриста, но его слишком влёк театр. Недолго служил в театре Корша, после чего перешёл в Камерный театр Таирова Первой ролью была маленькая роль римлянина Тигеллина в «Саломее». Помимо актёрского участия, также занимался сценарной работой (например, в пьесе «Человек, который был Четвергом» по Г. К. Честертону). В 1925 году вышла его пьеса в двух действиях «Как Федюшка пионером стал». Параллельно печатает статьи в журналах «Гостиница для путешествующих в прекрасном», «Рампа», «Накануне».
Глубоковский сблизился с кружком имажинистов. Посещая «Кафе поэтов», познакомился в 1919 году с Сергеем Есениным, вместе с которым позже отошёл от имажинизма. В 1920 году в Харькове принимал участие в избрании Велимира Хлебникова «Первым председателем Земного шара».
Совместно с Есениным пытался создать в 1924 году общество литераторов «Современная Россия», однако это предприятие не было одобрено НКВД. В ноябре того же года Бориса Глубоковского, как и ряд других литераторов, арестовывают по делу «Ордена русских фашистов», руководителем которого считали поэта Алексея Ганина. По словам Б. Ширяева, «русский фашизм» зародился в те годы без особых понятий об идеологии итальянского фашизма из «отзвуков на скудные сообщения советской прессы о победе Муссолини над коммунизмом», психологической основой для чего были «протест первых ощутивших разочарование в революции и неосознанная ещё ими тоска по разрушенной и поверженной русской культуре»; на одном из собраний «Союза», проходивших в «Бродячей собаке», при несерьёзном «дележе портфелей» Глубоковского (как недавна вернувшегося из-за границы) назначили «министром иностранных дел», что ему и было инкриминировано. 25 марта 1925 года Борис Глубоковский был приговорён КОГПУ к 10 годам заключения в Соловецком лагере особого назначения (другие члены «правительства» были расстреляны).
В лагере Глубоковский активно публиковался в тамошних изданиях — журнале «Соловецкие острова» и газете «Новые Соловки». Зимой 1924/25 гг. на Соловках был создан, не без участия Б. А. Глубоковского, театральный коллектив «ХЛАМ» (художники, литераторы, актеры, музыканты). Глубоковский занимался режиссурой; например, к приезду «разгрузочной комиссии» написал театрализованное обозрение, завершающееся исполнением хором заключённых Соловецкого гимна. Как своеобразный ответ на явление «ХЛАМа» со стороны «уголовников» возник художественный коллектив «Свои», который, вероятно, пробудил в Борисе Александровиче интерес к блатной культуре. Он написал о них ряд статей, в том числе в «Соловецком обществе краеведов» вышла его работа «49. Материалы и впечатления» (имеется в виду 49 статья УК РСФСР), где размышляет о психологии «шпаны» и поддерживает возможность её перевоспитания принудительным трудом. Ранее в «Соловецких островах» по частям публикует автобиографическую повесть «Путешествие из Москвы на Соловки».
В 1929 году «разгрузочная комиссия» ОГПУ во главе с Глебом Бокием сократила ему срок с 10 лет до 8. Вместе с управлением лагеря в 1930 году уехал, по-видимому, в Кемь (тогда же Солтеатр был ликвидирован). Вернулся в Москву в 1932 году, поступил вновь в Камерный театр.
Высказывалось предположение, что актёр покончил с собой в ссылке в Сибири в 1937 году. На самом деле он умер 9 апреля 1935 года; некролог появился два дня спустя в газете «Известия». По одной из версий, актёр умер вследствие тяжёлой наркомании, по другой — отравился в больнице морфием. Похоронен неподалёку от Есенина на Ваганьковском кладбище. Реабилитирован в 1993 году.

## Внешность и личность
Коонен вспоминает об основании Камерного театра: «Пришел поэт Борис Глубоковский, большой, красивый, глубоким бархатным басом и внешними данными он напоминал Маяковского». По воспоминаниям Д. С. Лихачёва, «это был высокого роста человек, стройный, красивый, живой, с хорошими манерами». В лагере Глубоковский одевался в мало кому там доступной пошивочной мастерской. По словам Б. Ширяева, «искристая и разнообразная талантливость так и сверкала во всем, за что он только ни брался», но при том «был столь же беспутен, сколь и талантлив».

### Статьи
- Моя вера // Гостиница для путешествующих в прекрасном. — 1922. — № 1.
- Маски имажинизма
- Соловецкий театр // СОК : Из работ криминологической секции. — О. Соловки, 1927. — С. 105—139.
- Сергей Есенин: (Спорады) // Соловецкие острова. — 1930.